# Har Peki'in
Har Peki'in (hebrejsky: הר פקיעין) je vrch o nadmořské výšce 886 metrů v severním Izraeli, v Horní Galileji. Někdy je též nazývána Reches Peki'in (רכס פקיעין, Peki'inský hřeben).
Nachází se v širším prostoru masivu Har Meron, západně od jeho centrální části, v oblasti mezi městy Churfejš, Bejt Džan a Peki'in. Má podobu zalesněného masivu s poměrně plochým reliéfem. Pouze na okrajích terén prudce spadá do údolí, která Har Peki'in lemují. Na jihu a jihozápadě je to vádí Nachal Peki'in, na východě a severu Nachal Kaziv. Na jižní straně se terén dále zvedá v blízkosti města Bejt Džan, kde se nachází i vyšší lokality, například vrchy s kótou 945 a 974 nebo hory Har Šachal nebo Har Cafrir (1016 m n. m.). Celá oblast je turisticky využívána a je vybavena značenými stezkami. Nachází se tu i jeskyně.